# Adobe Fonts
Adobe Fonts (anteriormente Typekit) es un servicio en línea que proporciona a sus suscriptores acceso a una amplia biblioteca de fuentes bajo un único acuerdo de licencia. Las fuentes se pueden usar directamente en sitios web o, a través de Adobe Creative Cloud, en los distintos productos de Adobe.

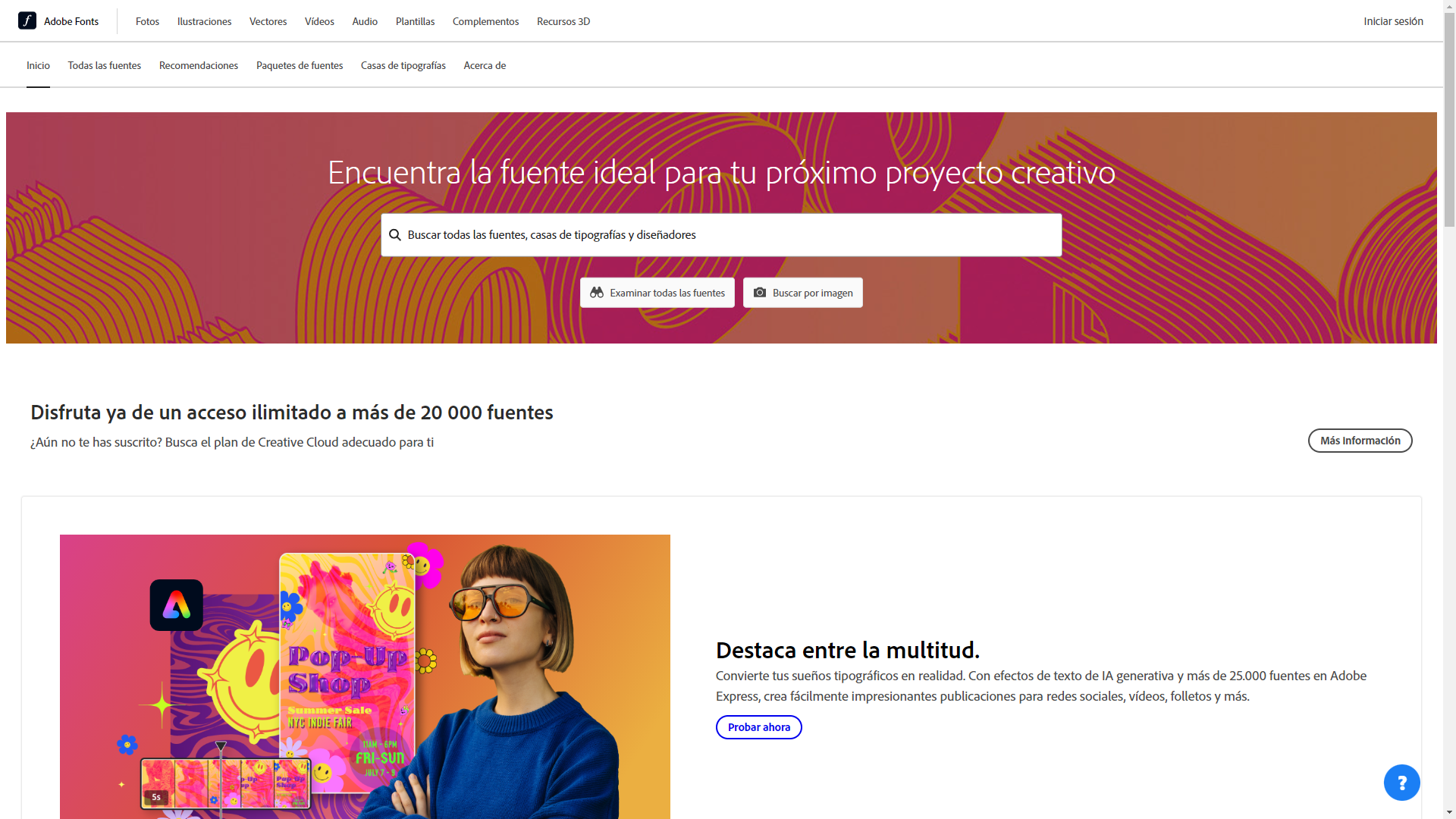
Web de Adobe Fonts

## Historia
Fue lanzado inicialmente por Small Batch Inc en 2009 con el nombre de Typekit. Fue adquirida por Adobe en octubre del 2011. 7 años después (el 15 de octubre del 2018) fue renombrada como Adobe Fonts.